# 北港渓
北港渓（ほっこうけい）は、台湾中部を流れる主要河川。中央管河川。

## 概要
斗六市や斗南鎮、北港鎮などを流域に含む。

## 歴史
1959年8月7日から8月9日にかけて発生した「八七水災」（死者667人行方不明者408人）によって甚大な被害をもたらした。台湾の災害史においても大きなもののひとつである。

## 支流
- 三畳渓（中国語版）
- 虎尾渓（中国語版）
- 大湖口渓（中国語版）

## 橋梁
- 松山大橋
- 北港大橋
- 土庫大橋
- 観音山橋
- 復興鉄橋（台湾糖業鉄道。廃止）